# Denise LaSalle

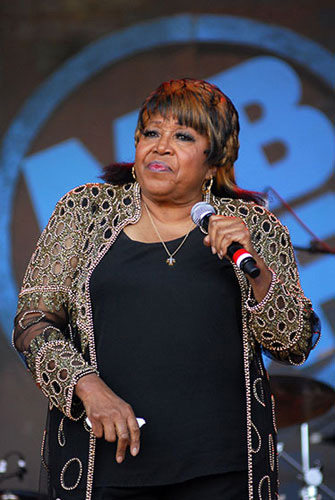
Denise LaSalle (2009)

Denise LaSalle (geboren am 16. Juli 1934 als Ora Denise Allen nahe Sidon, Mississippi; gestorben am 8. Januar 2018 in Nashville) war eine amerikanische Blues-, Soul- und Rhythm-and-Blues-Sängerin sowie Musikproduzentin. 2011 wurde sie in die Blues Hall of Fame der Blues Foundation aufgenommen.

## Leben und Werk
Sie wurde 1934 in Leflore County in Mississippi als jüngstes von acht Kindern von Nathaniel und Nancy Allen geboren. Ab dem Alter von sieben Jahren wuchs sie in Belzoni auf. Sie sang als Baptistin im Kirchenchor und mit etwa 15 schrieb sie Geschichten, die sie an das Magazin Tan and True Confessions verkaufen konnte. Als Heranwachsende zog sie nach Chicago und begann Lieder zu schreiben; zugleich sang sie in einem Gospel-Chor namens The Sacred Five. Sie gab sich den Künstlernamen LaSalle, weil dieser französisch klang.
1967 veröffentlichte LaSalle ihre erste Aufnahme A Love Reputation bei dem Label von Billy Emerson. In den Folgejahren hatte sie Erfolg als Sängerin, Songwriterin und Produzentin sowie als Label- und Nachtclub-Besitzerin. 1969 gründete sie mit Bill Jones, den sie im selben Jahr heiratete und von dem sie sich 1974 wieder trennte, das Label Crajon Enterprises und schrieb mit Get Your Lie Straight einen Hit für Bill Coday, der auf ihrem Label veröffentlicht wurde. 1971/72 hatte sie ihren ersten eigenen größeren Hit mit dem Song Trapped by a Thing Called Love und mit Now Run and Tell That und Man Sized Job folgten zwei weitere Top-10-Titel der R&B-Charts. Zugleich widmete sie sich zunehmend der Country-Musik, und ihr Song Married But Not to Each Other von 1976 wurde erfolgreich von der Country-Sängerin Barbara Mandrell gecovert.
1977 heiratete LaSalle James Wolfe, Jr., mit dem sie zwei Kinder hat. Ab 1984 nahm sie mehrere Alben und Singles für Malaco Records in Jackson auf, mit denen sie sehr erfolgreich war. Neun der bei Malaco aufgenommenen Alben erreichten die nationalen Charts und die Single My Toot Toot 1985 konnte sich international platzieren. 1986 gründete sie die National Association for the Preservation of the Blues, um dem Soul-/Blues-Stil mehr Aufmerksamkeit zu bringen. Zugleich schrieb sie Songs für andere Musiker und das für Z. Z. Hill geschriebene Someone Else Is Steppin’ In wurde für diesen ein großer Erfolg. Für Ann Peebles und Little Milton schrieb sie gemeinsam mit Mack Rice den Song Packed Up and Took My Man, das später von Rapper Ghostface Killah für seinen Hit Walk Around  gesampelt wurde. 1997 verließ LaSalle das Label Malaco und nahm auf ihrem eigenen Label Angel In the Midst ein Gospel-Album auf, danach folgten weitere Alben. 2008 kehrte sie zu Malaco Records zurück. Denise LaSalle starb am 8. Januar 2018 im Alter von 78 Jahren in Nashville.

## Diskografie

### Studioalben
| Jahr | Titel                          | Höchstplatzierung, Gesamtwochen, AuszeichnungChartplatzierungen (Jahr, Titel, Platzierungen, Wochen, Auszeichnungen, Anmerkungen) | Höchstplatzierung, Gesamtwochen, AuszeichnungChartplatzierungen (Jahr, Titel, Platzierungen, Wochen, Auszeichnungen, Anmerkungen) | Anmerkungen                        |
| Jahr | Titel                          | US | R&B | Anmerkungen                        |
| ---- | ------------------------------ | --- | --- | ---------------------------------- |
| 1972 | Trapped By A Thing Called Love | US120 (9 Wo.)US | R&B38 (6 Wo.)R&B | Erstveröffentlichung: Februar 1972 |
| 1973 | On The Loose                   | — | R&B46 (2 Wo.)R&B |                                    |
| 1977 | The Bitch Is Bad               | — | R&B47 (14 Wo.)R&B |                                    |
| 1978 | Under The Influence            | — | R&B58 (2 Wo.)R&B |                                    |
| 1979 | Unwrapped                      | — | R&B46 (8 Wo.)R&B |                                    |
| 1983 | A Lady In The Street           | — | R&B23 (31 Wo.)R&B |                                    |
| 1984 | Right Place, Right Time        | — | R&B38 (25 Wo.)R&B |                                    |
| 1985 | Love Talkin’                   | — | R&B67 (9 Wo.)R&B |                                    |
| 1986 | Rain and Fire                  | — | R&B48 (14 Wo.)R&B |                                    |
| 1989 | Hittin’ Where It Hurts         | — | R&B61 (14 Wo.)R&B |                                    |
| 1990 | Still Trapped                  | — | R&B27 (33 Wo.)R&B |                                    |
| 1992 | Love Me Right                  | — | R&B73 (20 Wo.)R&B |                                    |
| 1997 | Smokin’ In Bed                 | — | R&B69 (10 Wo.)R&B |                                    |

Weitere Alben
- 1967: A Love Reputation
- 1972: Doin’ it right
- 1975: Here I Am Again
- 1976: Second Breath
- 1978: Shot of Love
- 1980: I’m So Hot
- 1981: Guaranteed
- 1985: My Toot Toot
- 1987: It’s Lying Time Again
- 1989: Holdin’ Hands with the Blues
- 1994: I’m Here Again … Plus
- 1995: Still Bad
- 1997: Smokin’ In Bed
- 1999: God’s Got My Back
- 2000: This Real Woman
- 2001: I Get What I Want – The Best Of
- 2001: There’s No Separation
- 2002: Still the Queen
- 2003: My Toot Toot: Definitive Anthology
- 2004: Wanted
- 2007: Pay Before You Pump
- 2010: 24 Hour Woman

### Singles
| Jahr | Titel Album                                                                              | Höchstplatzierung, Gesamtwochen, AuszeichnungChartplatzierungen (Jahr, Titel, Album, Platzierungen, Wochen, Auszeichnungen, Anmerkungen) | Höchstplatzierung, Gesamtwochen, AuszeichnungChartplatzierungen (Jahr, Titel, Album, Platzierungen, Wochen, Auszeichnungen, Anmerkungen) | Höchstplatzierung, Gesamtwochen, AuszeichnungChartplatzierungen (Jahr, Titel, Album, Platzierungen, Wochen, Auszeichnungen, Anmerkungen) | Höchstplatzierung, Gesamtwochen, AuszeichnungChartplatzierungen (Jahr, Titel, Album, Platzierungen, Wochen, Auszeichnungen, Anmerkungen) | Höchstplatzierung, Gesamtwochen, AuszeichnungChartplatzierungen (Jahr, Titel, Album, Platzierungen, Wochen, Auszeichnungen, Anmerkungen) | Höchstplatzierung, Gesamtwochen, AuszeichnungChartplatzierungen (Jahr, Titel, Album, Platzierungen, Wochen, Auszeichnungen, Anmerkungen) | Anmerkungen                                |
| Jahr | Titel Album                                                                              | DE | AT | CH | UK | US | R&B | Anmerkungen                                |
| ---- | ---------------------------------------------------------------------------------------- | --- | --- | --- | --- | --- | --- | ------------------------------------------ |
| 1971 | Trapped By A Thing Called Love Trapped by a Thing Called Love                            | — | — | — | — | US13 Gold · (14 Wo.)US | R&B1 (16 Wo.)R&B | Erstveröffentlichung: August 1971          |
| 1972 | Now Run And Tell That Trapped by a Thing Called Love                                     | — | — | — | — | US46 (11 Wo.)US | R&B3 (23 Wo.)R&B | Erstveröffentlichung: Januar 1972          |
| 1972 | Man Sized Job On the Loose                                                               | — | — | — | — | US55 (9 Wo.)US | R&B4 (13 Wo.)R&B | Erstveröffentlichung: September 1972       |
| 1973 | What It Takes To Get A Good Woman (That’s What It’s Gonna Take To Keep Her) On The Loose | — | — | — | — | — | R&B31 (7 Wo.)R&B | B-Seite: Make a Good Thing Better          |
| 1973 | Your Man And Your Best Friend On The Loose                                               | — | — | — | — | — | R&B92 (3 Wo.)R&B | B-Seite: What Am I Doing Wrong             |
| 1974 | Don’t Nobody Live Here (By The Name Of Fool) Here I Am Again...Plus                      | — | — | — | — | — | R&B67 (7 Wo.)R&B | B-Seite: Good Goody Getter                 |
| 1974 | Get Up Off My Mind Here I Am Again...Plus                                                | — | — | — | — | — | R&B96 (4 Wo.)R&B | B-Seite: Best Thing I Ever Had             |
| 1975 | My Brand On You Here I Am Again                                                          | — | — | — | — | — | R&B55 (9 Wo.)R&B | B-Seite: Any Time Is the Right Time        |
| 1976 | Married, But Not To Each Other Here I Am Again                                           | — | — | — | — | — | R&B16 (17 Wo.)R&B | B-Seite: Who’s the Fool                    |
| 1977 | Freedom To Express Yourself Second Breath                                                | — | — | — | — | — | R&B100 (1 Wo.)R&B | B-Seite: Second Breath                     |
| 1977 | Love Me Right The Bitch Is Bad!                                                          | — | — | — | — | US80 (10 Wo.)US | R&B10 (21 Wo.)R&B | Erstveröffentlichung: Dezember 1977        |
| 1978 | One Night To Live –                                                                      | — | — | — | — | — | R&B87 (5 Wo.)R&B | B-Seite: Before You Take It to the Streets |
| 1978 | Working Overtime –                                                                       | — | — | — | — | — | R&B70 (6 Wo.)R&B | B-Seite: No Matter What They Say           |
| 1979 | P.A.R.T.Y. (Where It Is) Under The Influence                                             | — | — | — | — | — | R&B90 (2 Wo.)R&B | B-Seite: Under The Influence               |
| 1980 | I’m So Hot                                                                               | — | — | — | — | — | R&B82 (5 Wo.)R&B | B-Seite: Versions                          |
| 1985 | My Toot Toot                                                                             | DE11 (13 Wo.)DE | AT3 (14 Wo.)AT | CH6 (9 Wo.)CH | UK6 (14 Wo.)UK | — | R&B79 (5 Wo.)R&B | Erstveröffentlichung: Juni 1985            |

grau schraffiert: keine Chartdaten aus diesem Jahr verfügbar
Weitere Singles
- 1967: Love Reputation / One Little Thing
- 1970: Trying to Forget / We’ve Got Love
- 1971: Keep It Coming
- 1972: The Deeper I Go, The Better It Gets
- 1972: I’m Over You
- 1972: Heartbreaker of the Year / Hung Up Strung Out
- 1972: Too Late to Check Your Trap / Heartbreaker of the Year
- 1972: Right Track / Too Late to Check Your Trap
- 1975: Here I Am Again / Hung Up Strung Out
- 1975: Count Down / A Promise Is a Promise (And Fly Me to the Moon)
- 1976: Hellfire Loving / Versions
- 1977: Fool Me Good
- 1979: Think About It / Versions
- 1980: Try My Love / May The Funk B With You
- 1981: I’m Trippin’ On You / I’ll Get Some Help (& Satisfaction)
- 1983: Down Home Blues / X-Rated Versions
- 1983: Lady in the Street / I Was Not the Best Woman
- 1983: Lay Me Down / I Was Telling Him About You
- 1983: Come to Bed / Keeps Me Running Back
- 1983: Come to Bed / I Was Not the Best Woman
- 1984: Right Place Right Time / Come to Bed
- 1984: Right Place Right Time / Bump And Grind
- 1984: Treat Your Man Like A Baby / Come To Bed
- 1984: He’s Not Available / Right Place Right Time
- 1985: Give Me Yo’ Most Strongest Whisky
- 1985: Santa Claus Got The Blues / Love Is a Five Letter Word
- 1986: Let the Four Winds Blow / Sometimes / Right Time, Right Place
- 1986: What’s Going on in My House / Learnin’ How to Cheat on You
- 1989: Bring It on Home to Me / Write This One Off
- 1989: I Forgot To Remember / Caught In Your Own Mess
- 1989: Don’t Cry No More / Eee Tee
- 1990: Drop That Zero / Trapped 1990
- 1992: Don’t Pick It Up / Don’t Jump My Pony
- 1992: When We’re Making Love / Don’t Pick It Up
- 1992: Don’t Jump My Pony / Juke Box Strip
- 1992: Fool Me Good / Love Me Right
- 1995: Right Side of the Wrong Bed
- 1995: Do Ya Think I’m Sexy
- 2001: There’s No Separation
- 2002: 24 Hours